# Tekagi

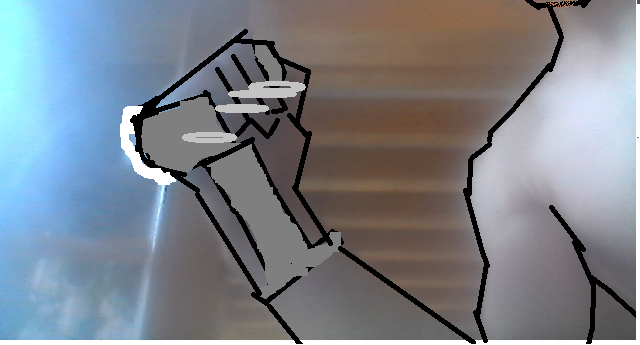
Bei Tekagis mit Lederstreifen können nicht nur Boxschläge oder Hammerfists ausgeteilt werden, das Handgelenk kann nach oben abgeklappt und mit den Metallspitzen geschlagen werden.

Das Tekagi oder auch Shukō ist ein krallenbewehrter Schlagring aus Japan, der sich auch zum Abwehren von Schwertstreichen benutzen lässt.
Diese Waffe gehört angeblich zu den Waffen der Ninja und wurde wegen der Krallen von diesen auch als Kletterhilfe eingesetzt. Es sind mehrere Ninja-Waffen in ähnlicher Form bekannt. Möglicherweise ist diese Waffe erst von Kampfkünstler Masaaki Hatsumi im 20. Jahrhundert erfunden, da sie in einigen seiner Bücher zu sehen ist. Nennungen dieser Waffe vor Hatsumi sind nicht bekannt.

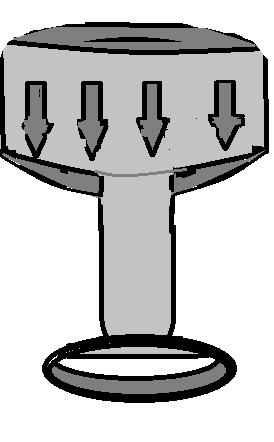
Tekagi
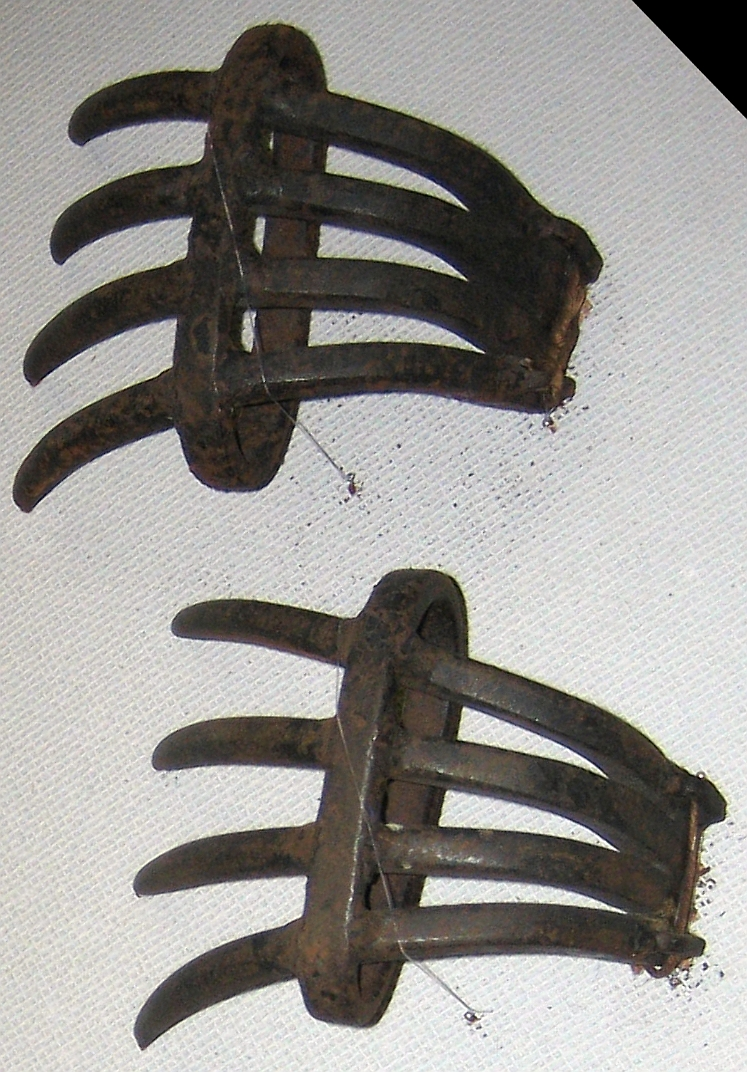
Ein Tekkōkagi

Der Tekagi-Handhaken lässt sich auch als Waffe zum Kratzen einsetzen. Das Tekagi besteht aus zwei Metallbandringen, die durch einen Metall- oder Lederstreifen miteinander verbunden sind. Das Tekagi wird wie ein Handschuh angezogen. Der schmale Metallring umfasst dabei das Handgelenk oder eine Stelle etwas darunter; dort wird das Tekagi fixiert. Der breite Metallbandring umfasst die Hand bis zu den Grundgelenken der Finger. Vier Finger werden durch den Ring gesteckt. Der Daumen bleibt außen. Das Metall- oder Lederband, welches die beiden Ringe verbindet, kann je nach Länge zu einem gewissen Grad die Pulsadern schützen.

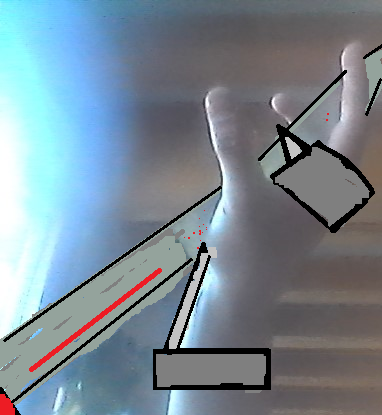
Mit dem Tekagi können Schwertstreiche abgewehrt werden.